# Delta Real Estate
 (транскр.  Делта рилестејт) матично је предузеће Делта рилестејт групе која је дио Delta Holding-а.
Сједиште Delta Real Estate-а је у Београду односно Новом Београду.

## Историја
Предузеће Delta Real Estate је основано 30. јула 2004. након што је тадашње предузеће Delta M раздвојено на два нова предузећа: Delta M и Delta Maxi. Затим су 31. октобра 2006. године из предузећа Delta M основана још три предузећа: Delta Agrar, Delta Automoto и Delta DMD. Напосљетку, 31. августа 2007. назив предузећа Delta M промијењен је у Delta Real Estate, а основано је друго предузеће под називом Делта М.
Предузеће Delta Real Estate је данас у власништву српског предузећа Delta Investment (83,25%) и кипарских компанија Hemslade Holding Limited (15,04%) и Astatine Holdings Limited (1,71%). Међутим, власништво над предузећем Delta Investment опет има кипарска компанија Astatine Holdings Limited (100%). Крајњи власник свих предузећа је Мирослав Мишковић.
Делта рилестејт група је фокусирана на послове развоја некретнина, од истраживања и анализе локација до отварања објеката и њихових пласмана на тржишту. Дјелатност Delta Real Estate-а обухвата стратешко планирање и развој пројеката, руковођење пројектовањем и изградњом, управљањем некретнинама и контролу и пласман објеката на тржишту. Процијењена вриједност инвестиција Delta Real Estate-а у периоду од 2020. до 2025. године је 400 милиона евра.

## Делта рилестејт група
Основна предузећа у саставу Делта рилестејт групе су:
- Београд;
- Бања Лука;
- Варна;
- Београд;
- Љубљана;
- Београд.

Само предузеће Delta Real Estate има непосредно власништво над: Delta Kongresni Centar Београд (100%),  Београд (100%),  Београд (100%) и Fenix Developments Београд (23,90%).